# Naissance en 1946
Naissance
- 1942
- 1943
- 1944
- 1945
- 1946
- 1947
- 1948
- 1949
- 1950

		
Les naissances en 1946 concernent les personnalités nées entre le 1er janvier et le 31 décembre 1946.

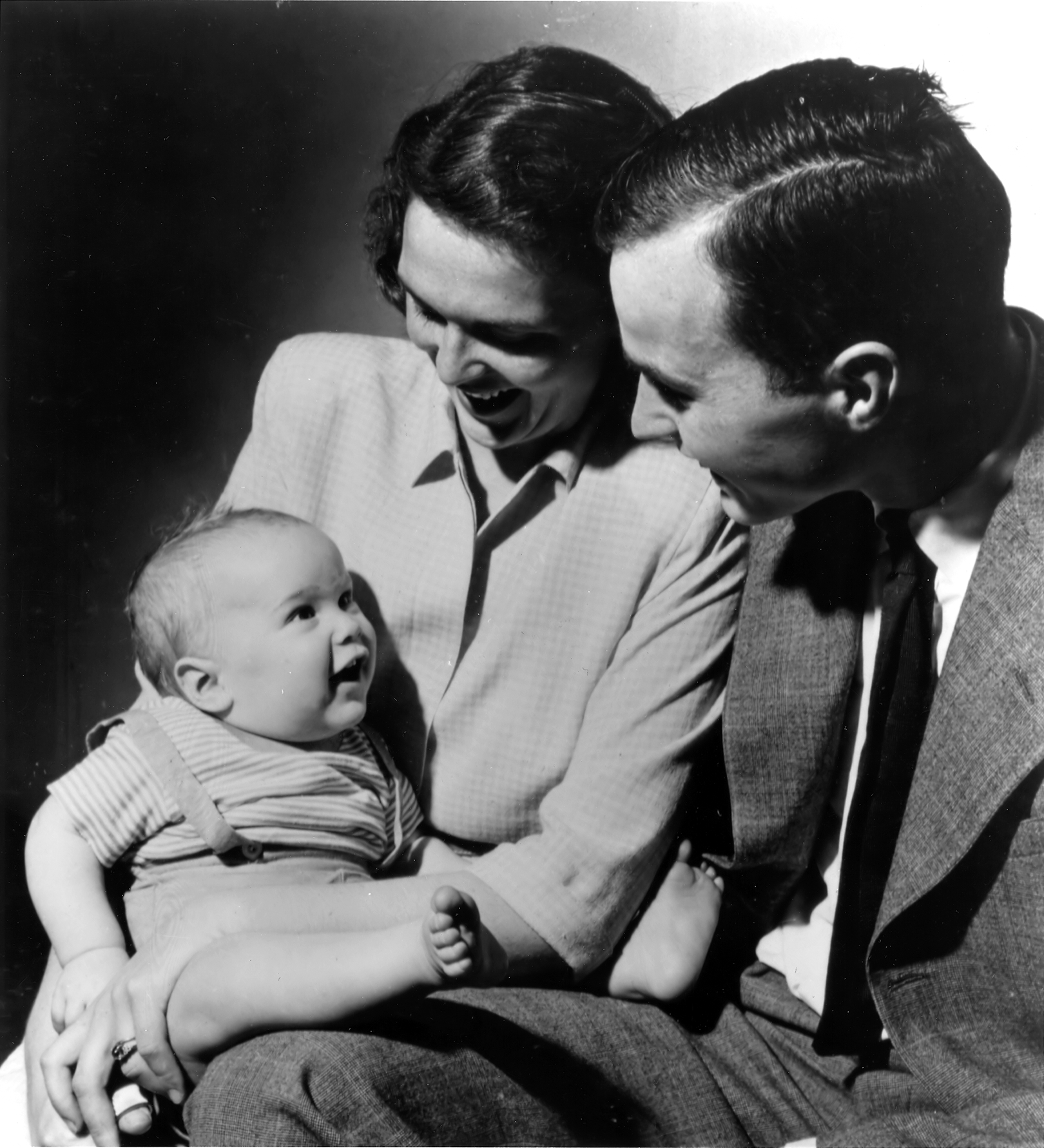
6 juillet : George W. Bush. Ici avec ses parents en 1947.

## Janvier
- 1er janvier : Rossana Martini, actrice italienne († 2 février 1988).
- 2 janvier : Richard Cole, personnalité britannique du monde du rock († 2 décembre 2021).
- 3 janvier : John Paul Jones, musicien britannique.
- 5 janvier : Diane Keaton, actrice américaine.
- 6 janvier : Syd Barrett, musicien et peintre britannique († 7 juillet 2006).
- 9 janvier : Philippe Levavasseur, footballeur français († 19 octobre 2010).
- 10 janvier :
  - Georges Beller, acteur et animateur de télévision français.
  - Manolo Martínez, matador mexicain († 16 août 1996).
- 11 janvier : 
  - Christian Robini, coureur cycliste français († 29 septembre 2001).
  - Gérard Chaillou, acteur français († 2 aout 2025).
  - Khairy Alzahaby, romancier et penseur syrien († 4 juillet 2022).
- 12 janvier :
  - Helmut Köglberger, footballeur puis entraineur autrichien († 23 septembre 2018).
  - Ryszard Szurkowski, cycliste polonais († 1er février 2021).
- 14 janvier : Philippe van Kessel, acteur et metteur en scène belge († 11 février 2022).
- 15 janvier : Yoshito Sengoku, avocat et homme politique japonais († 11 octobre 2018).
- 16 janvier : 
  - Michael L. Coats, astronaute américain.
  - Jean-Pierre Bouyxou, critique, scénariste et réalisateur français.
  - Jeannette Kawas, protectrice hondurienne de l'environnement, assassinée († 6 février 1995).
- 17 janvier :
  - Giles Walker, monteur, producteur, réalisateur et scénariste canadien († 23 mars 2020).
  - Yun Humyong, poète, romancier et critique sud-coréen.
- 18 janvier : Joseph Deiss, homme politique et conseiller fédéral suisse.
- 19 janvier :
  - Dolly Parton, chanteuse country américaine.
  - Guennadi Kouzmine, joueur d'échecs et entraîneur soviétique puis ukrainien († 28 février 2020).
  - Johnny Eduardo Pinnock, homme politique angolais († 26 février 2000).
- 20 janvier :
  - David Lynch, cinéaste, scénariste, photographe, musicien et peintre américain († 15 janvier 2025).
  - Jean-Louis Martinoty, écrivain, journaliste et metteur en scène français († 27 janvier 2016).
- 22 janvier : Malcolm McLaren, homme d'affaires, musicien et agent artistique britannique († 8 avril 2010).
- 23 janvier : Silvia Monti, actrice italienne.
- 24 janvier : Elena Katsiouba, poétesse russe († 15 février 2020).
- 25 janvier : Marie-Paule Belle, chanteuse et pianiste française.
- 26 janvier : Michel Delpech, chanteur et auteur-compositeur français († 2 janvier 2016).
- 28 janvier : Jean-Claude Wicky, photographe et réalisateur suisse († 31 juillet 2016).
- 30 janvier : Christophe Pierre, évêque catholique français, nonce apostolique en Haïti, Ouganda (en), au Mexique (en) puis aux États-Unis.
- 31 janvier :
  - Alfred Gadenne, homme politique belge († 11 septembre 2017).
  - Sylvia Hitchcock, Miss Univers 1967 et Miss USA 1967 († 16 août 2015).

## Février
- 1er février : Gerald J. Comeau, homme politique canadien († 4 décembre 2023).
- 2 février : 
  - Alpha Oumar Konaré, homme politique malien.
  - Isaias Afwerki, homme d'État Érythréen.
- 4 février : Léon-Paul Ménard, coureur cycliste français († 11 octobre 1993).
- 5 février : François Geindre, homme politique français († 2 janvier 2023).
- 6 février : Kate McGarrigle, autrice-compositrice-interprète canadienne († 18 janvier 2010).
- 7 février :
  - Héctor Babenco, réalisateur, producteur de cinéma et scénariste brésilien († 13 juillet 2016).
  - Pete Postlethwaite, acteur anglais († 2 janvier 2011).
- 9 février : 
  - Marie France (Marie-France Garcia), chanteuse et actrice française.
  - Francisco D'Agostino, juriste italien († 3 mai 2022).
- 10 février : 
  - Sarah Joseph, romancière et novelliste indienne.
  - Didier Bezace, acteur et  metteur en scène français († 11 mars 2020).
- 11 février : Osvaldo Rodríguez, peintre, graveur et sculpteur né argentin naturalisé français († 5 avril 2014).
- 12 février : Rutger Gunnarsson, musicien suédois († 8 mai 2015).
- 13 février : Artur Jorge, footballeur et entraîneur portugais († 22 février 2024).
- 14 février :
  - Tina Aumont, actrice franco-américaine († 28 octobre 2006).
  - Catherine Arditi, actrice française.
- 15 février :
  - Marisa Berenson, ancien mannequin et actrice américaine.
  - Georges Capdepuy, joueur de rugby français († 11 août 2015).
  - Yves Cochet, homme politique français.
  - John Trudell, militant politique, chanteur, poète, écrivain et acteur américain († 8 décembre 2015).
- 17 février : André Dussollier, acteur français.
- 19 février : Bernard Murat, homme politique français († 27 avril 2018).
- 20 février :
  - Algimantas Butnorius, joueur d'échecs lituanien († 30 octobre 2017).
  - Norbert Morandière, dessinateur de bande dessinée français († 1er janvier 2021).
- 21 février : 
  - Alan Rickman, acteur et metteur en scène anglais († 14 janvier 2016).
  - Tyne Daly, actrice américaine.
  - Jim Ryan, homme politique américain († 12 juin 2022).
- 22 février :
  - Éric Aumonier, évêque catholique français, évêque de Versailles.
  - Evert Dolman, coureur cycliste néerlandais († 12 mai 1993).
- 24 février :
  - Elmer Acevedo, footballeur salvadorien († 30 août 2017)
  - Jiří Bělohlávek, chef d'orchestre tchécoslovaque puis tchèque († 31 mai 2017).
  - Jean-Yves Riocreux, évêque catholique français, évêque de Pontoise (2003-2012) puis de Basse-Terre et Pointe-à-Pitre (2012-2021).
- 26 février :
  - Robert Le Gall, évêque catholique français, bénédictin et archevêque de Toulouse.
  - Rachid Natouri, footballeur français († 13 mai 2017).
  - Ahmed H. Zewail, chimiste égyptien († 2 août 2016).
- 28 février : Robin Cook, politicien britannique († 6 août 2005).

## Mars
- 2 mars : Paul-Henri Nargeolet, plongeur sous-marin, chasseur d'épaves, spécialiste du Titanic et directeur de programmes de recherches sous-marines († 18 juin 2023).
- 3 mars : 
  - James C. Adamson, astronaute américain.
  - Annick Blancheteau, actrice française.
  - Aliu Mahama, homme politique ghanéen († 16 novembre 2012).
- 5 mars : 
  - Miguel Márquez, matador espagnol († 27 mars 2007).
  - Lova Moor, danseuse et chanteuse française.
- 6 mars :
  - Patrick Baudry, spationaute français.
  - David Gilmour, chanteur, compositeur britannique.
  - Marcel Proulx, homme politique canadien.
- 7 mars :
  - Michael Chaplin, acteur américain.
  - Robert F. Colesberry, acteur, producteur de cinéma et de télévision américain († 9 février 2004).
  - John Heard, acteur américain († 21 juillet 2017).
- 8 mars : José Manuel Lara Bosch, éditeur et chef d'entreprise espagnol († 31 janvier 2015).
- 10 mars : Peter Temple, auteur de romans policiers australien († 8 mars 2018).
- 12 mars :
  - Liza Minnelli, actrice américaine.
  - Frank Welker, acteur américain spécialisé dans le doublage.
  - Léonard She Okitundu, homme politique congolais.
- 13 mars : Yann Arthus-Bertrand, écrivain et photographe français.
- 14 mars :
  - Álvaro Arzú, homme d'affaires et homme politique guatémaltèque († 27 avril 2018).
  - Steve Kanaly, acteur américain.
- 16 mars : Guesch Patti, danseuse et chanteuse française.
- 17 mars :
  - Lindsay Owen-Jones, homme d'affaires franco-britannique.
  - Sydne Rome, actrice italienne.
- 22 mars : Rivka Golani, musicien.
- 25 mars : Maurice Krafft, volcanologue français († 3 juin 1991).
- 26 mars :
  - Johnny Crawford, acteur américain († 29 avril 2021).
  - Alain Madelin, homme politique français.
  - William Onyeabor, musicien nigérian († 16 janvier 2017)
- 28 mars : Wubbo J. Ockels, spationaute néerlandais († 18 mai 2014).
- 29 mars : Paul Herman, acteur américain († 29 mars 2022).
- 30 mars : 
  - Werner Friese, footballeur est-allemand puis allemand († 28 septembre 2016).
  - Ray Lema, pianiste, guitariste et compositeur congolais.
- 31 mars :
  - Maurice Maillard, peintre, graveur et enseignant en arts plastiques français († 27 février 2020).
  - Bintou Malloum, femme politique tchadienne († 10 mars 2020).

## Avril
- 3 avril : Hanna Suchocka, femme politique polonaise.
- 4 avril : Dave Hill, guitariste britannique.
- 5 avril :
  - Sachiko Fukunaka, joueuse japonaise de volley-ball.
  - Björn Granath, acteur suédois († 5 février 2017).
- 7 avril : 
  - Colette Besson, athlète française († 9 août 2005).
  - Robert Metcalfe, informaticien américain.
  - Stan Winston, spécialiste du maquillage et des effets spéciaux animatroniques américain († 15 juin 2008).
- 8 avril : 
  - Niculaï Florin Georgescu, peintre roumain († novembre 1995).
  - Berta Hrubá, joueuse tchécoslovaque de hockey sur gazon († 24 juillet 1998).
- 9 avril : Giuseppe Caldarola, journaliste et homme politique italien († 21 septembre 2010).
- 11 avril : Chris Burden, artiste américain († 10 mai 2015).
- 12 avril : John Dunsworth, acteur canadien († 16 octobre 2017).
- 13 avril :
  - Paul Barril, gendarme et homme d'affaires français.
  - Samba Kaputo, homme politique congolais († 1er août 2007).
  - Jean Tirilly,  peintre français († 28 juin 2009).
- 14 avril :
  - Doric Germain, écrivain canadien franco-ontarien.
  - Kang Ok-sun, joueuse nord-coréenne de volley-ball.
- 16 avril : Catherine Allégret, actrice française.
- 17 avril :
  - Gérard Baldet, peintre français († 4 juillet 1999).
  - Jacoba Haas, peintre néerlandaise († 30 juillet 2018).
- 18 avril : 
  - Jean-François Balmer, acteur d'origine suisse.
  - Keith Copeland, batteur de jazz américain († 14 février 2015).
- 19 avril :
  - Tim Curry, acteur britannique.
  - María Vallet-Regí, chimiste inorganique espagnole.
- 20 avril : Fedor den Hertog, coureur cycliste néerlandais († 12 février 2011).
- 21 avril : Maurice Olender, historien belge († 27 octobre 2022).
- 22 avril :
  - Wilfried David, coureur cycliste belge († 15 juin 2015).
  - Nicole Garcia, actrice, scénariste et réalisatrice française.
- 24 avril :
  - Wajid Khan, homme d'affaires et politicien canadien.
  - Dick Rivers, chanteur de rock français († 24 avril 2019).
  - Eva Šuranová, athlète tchèque († 31 décembre 2016).
- 25 avril : 
  - Andrzej Seweryn, acteur français d'origine polonaise.
  - Talia Shire, actrice et réalisatrice américaine.
  - Peter Sutherland, homme politique et homme d'affaires irlandais († 7 janvier 2018).
  - Vladimir Jirinovski, homme politique russe († 6 avril 2022).
- 27 avril : 
  - Robert Anker, écrivain, poète et critique littéraire néerlandais († 20 janvier 2017).
  - Michel Delebarre, haut fonctionnaire et homme politique français († 9 avril 2022).
- 28 avril : Nour El-Sherif, acteur égyptien († 11 août 2015).
- 30 avril : Carl Gustav, roi de Suède.

## Mai
- 1er mai : 
  - Joanna Lumley, actrice et productrice britannique.
  - Andrew Massey, compositeur et chef d'orchestre britannique († 1er juin 2018).
  - John Woo, réalisateur chinois.
- 2 mai :
  - Lesley Gore, chanteuse américaine († 16 février 2015).
  - Rafiatou Karimou, femme politique béninoise († 4 janvier 2018).
  - David Suchet, acteur britannique.
- 3 mai : Chimulus, dessinateur de presse français († 17 septembre 2016).
- 4 mai :
  - Yves Lecoq, humoriste et imitateur français.
  - Enrico Oldoini, scénariste et réalisateur italien († 10 mai 2023).
- 5 mai :
  - Jim Kelly, acteur américain († 29 juin 2013).
  - Hervé Revelli, footballeur français.
  - Honoré Ngbanda, homme politique congolais († 21 mars 2021).
- 6 mai :
  - Stu Briese, homme politique canadien († 12 mars 2019).
  - André Marceau, évêque catholique français.
  - Rosalie Wilkins, femme politique britannique.
- 7 mai : 
  - Man Arai, écrivain japonais († 3 décembre 2021).
  - Michael Rosen, écrivain de jeunesse britannique.
- 9 mai : Candice Bergen, actrice américaine.
- 10 mai : Bernard Lugan, historien français.
- 11 mai : José Samyn, coureur cycliste français († 28 août 1969).
- 13 mai : Tim Pigott-Smith, acteur britannique († 7 avril 2017).
- 14 mai : Claudia Goldin, économiste américaine.
- 15 mai : Cremilda Santana, actrice brésilienne.
- 16 mai : Robert Fripp, musicien britannique.
- 17 mai : Christian Burchard, vibraphoniste, compositeur et santouriste allemand († 17 janvier 2018).
- 19 mai :
  - Ken Kelly, peintre et illustrateur américain († 3 juin 2022).
  - André The Giant, catcheur français († 27 janvier 1993).
  - Paul Wermus, journaliste, animateur et chroniqueur français († 18 septembre 2017).
- 20 mai :
  - Cher, chanteuse et actrice américaine.
  - Pino Concialdi, peintre italien († 17 novembre 2015).
  - Helen Neville, psychologue et neuroscientifique américaine d'origine canadienne († 12 octobre 2018).
- 22 mai :
  - Léon Francioli, contrebassiste et violoncelliste suisse († 9 mars 2016).
  - Jack Kehler, acteur américain († 7 mai 2022).
  - Howard Kendall, joueur puis entraîneur de football anglais († 17 octobre 2015).
- 24 mai : Irena Szewińska, athlète polonaise, spécialiste du 100 m, du 200 m, du 400 m et du saut en longueur († 29 juin 2018).
- 25 mai : 
  - Jean-Pierre Danguillaume, coureur cycliste français.
  - Bertrand Frélaut, historien français († 27 juin 2016).
  - Haydée Politoff, actrice française.
  - Antónis Antoniádis, footballeur grec.
- 26 mai : 
  - Mick Ronson, guitariste britannique († 29 avril 1993).
  - Aruna Roy, militante politique et sociale indienne.
- 27 mai :
  - Henri Bentégeat, général français.
  - Lewis Collins, acteur britannique († 27 novembre 2013).
  - Niels-Henning Ørsted Pedersen, contrebassiste de jazz danois († 19 avril 2005).
- 28 mai : Andrew Telegdi, homme politique canadien († 23 janvier 2017).
- 29 mai : Haroldo Rodas, diplomate et homme politique guatémaltèque († 14 juin 2000).
- 30 mai :
  - Don Ferguson, acteur et producteur canadien.
  - Vincino, dessinateur et journaliste italien († 21 août 2018).
- 31 mai : Soizic Corne, journaliste, animatrice de radio et de télévision, productrice et artiste peintre française.

## Juin
- 2 juin : Francis Simard, militant du Front de libération du Québec († 10 janvier 2015).
- 3 juin : Simon Ntamwana, prélat catholique Burundais.
- 4 juin :
  - Mahmoud Abdel Aziz, acteur de cinéma et de télévision égyptien († 12 novembre 2016).
  - Michel Pech, footballeur français († 20 septembre 2012).
- 5 juin : Robert Wattebled, évêque catholique français, évêque émérite de Nîmes.
- 6 juin : 
  - Anatoli Komaritsyne, amiral soviétique puis russe († 12 février 2017).
  - Nicolas Tikhobrazoff, peintre français († 2 octobre 2022).
- 8 juin :
  - Piotr Fronczewski, chanteur et acteur polonais.
  - Pearlette Louisy, femme politique saint-lucienne.
- 12 juin : Mekere Morauta, économiste et homme politique papouan-néo-guinéen († 19 décembre 2020).
- 13 juin :
  - Paul Buckmaster, arrangeur-compositeur britannique († 7 novembre 2017).
  - Henk Wijngaard, chanteur néerlandais.
- 14 juin :
  - Ahmed Brahim, homme politique, universitaire et syndicaliste tunisien († 14 avril 2016).
  - Jean-Noël Dupré, chanteur et auteur-compositeur français († 21 mars 2008).
  - Donald Trump, homme d'affaires, animateur de télévision, homme politique américain et 45e  président des États-Unis d'Amérique de 2017 à 2021 et 47e président depuis 2025.
- 15 juin : 
  - Brigitte Fossey, actrice française.
  - Demis Roussos, chanteur et musicien grec († 25 janvier 2015).
  - John M. Merriman, historien américain († 22 mai 2022).
- 16 juin :
  - Tom Harrell, trompettiste de jazz américain.
  - Christian Blachas, journaliste, écrivain, chef d'entreprise, et producteur de télévision français († 5 février 2012).
- 17 juin :
  - Ernie Eves, premier ministre de l'Ontario de 2002 à 2003.
  - Isy Orén, chanteuse allemande.
- 18 juin :
  - Eulàlia Grau, artiste espagnole.
  - Bruno Grua, évêque catholique français, évêque de Saint-Flour.
  - Ray Treacy, joueur et entraîneur de football irlandais († 10 avril 2015).
  - Anatoli Kuksov, joueur puis entraîneur de football soviétique puis ukrainien († 4 janvier 2022).
- 19 juin : Julien Mawule Kouto, évêque togolais d'Atakpamé († 5 juin 2015).
- 21 juin : Xavier Gélin, acteur, producteur, scénariste et réalisateur français († 2 juillet 1999).
- 22 juin :
  - Józef Oleksy, homme politique polonais († 9 janvier 2015).
  - Andrew Rubin, acteur américain († 5 octobre 2015).
- 23 juin : Ted Shackelford, acteur américain.
- 24 juin :
  - David Michael Collenette, homme politique canadien.
  - Ricky Jay, acteur, scénariste et magicien américain († 24 novembre 2018).
  - Jacques Mahieux, musicien, chanteur et auteur-compositeur français († 10 mars 2016).
  - Ellison S. Onizuka, astronaute américain († 28 janvier 1986).
- 25 juin : 
  - Roméo Dallaire, lieutenant-général et sénateur canadien.
  - Ulrik Le Fèvre, footballeur danois († 24 février 2024).
- 26 juin : Gerhard Tötschinger, acteur autrichien († 10 août 2016).
- 27 juin : Jean-François Parot, diplomate et écrivain français († 23 mai 2018).
- 28 juin : John M. Lounge, astronaute américain († 1er mars 2011).
- 29 juin : 
  - Alice Arno (Marie-France Broquet), actrice française.
  - Étienne Fernagut, journaliste, animateur, comédien, auteur, concepteur de journaux et réalisateur français († 26 octobre 2018).
  - Marc Wasterlain, auteur de bande dessinée belge.
- 30 juin :
  - Haguroiwa Tomomi, lutteur de sumo japonais († 23 octobre 2016).
  - Pat Davidson, femme politique fédérale canadienne.
  - Semion Moguilevitch, homme d'affaires russe.

## Juillet
- 1er juillet :
  - Mireya Moscoso, femme politique panaméenne.
  - Slobodan Santrač, joueur et entraîneur de football serbe († 13 février 2016).
- 2 juillet : Saïd Amadis, acteur et chanteur français
- 3 juillet : Bolo Yeung, acteur chinois.
- 4 juillet : 
  - Fred Dryer, acteur américain.
  - Georges Ser, acteur français.
- 5 juillet :
  - Ram Vilas Paswan, homme politique indien († 8 octobre 2020).
  - Joël Sarlot, homme politique français († 10 décembre 2017).
  - John Shipley, politicien britannique.
- 6 juillet : 
  - George W. Bush, 43e président des États-Unis.
  - Sylvester Stallone, acteur, réalisateur, scénariste et producteur de cinéma américain.
- 7 juillet : Joe Spano, acteur américain.
- 8 juillet : Stella Chiweshe, musicienne zimbabwéenne († 20 janvier 2023).
- 9 juillet :
  - Bon Scott, chanteur australien († 19 février 1980).
  - William Sheller, auteur-compositeur-interprète français.
- 10 juillet : 
  - Sue Lyon, actrice américaine († 26 décembre 2019).
  - Juan Amat, joueur de hockey sur gazon espagnol († 11 mai 2022).
- 12 juillet : 
  - Attila Ferjáncz, pilote de rallye hongrois († 23 avril 2016).
  - Ricardo Neumann, footballeur argentin († 29 mai 2008).
- 13 juillet :
  - Bob Kauffman, joueur et entraîneur de basket-ball américain († 27 juillet 2015).
  - Ignaz Kirchner, acteur allemand († 26 septembre 2018).
  - Cheech Marin, acteur, scénariste, compositeur et réalisateur américain.
  - Kunie Shishikura, joueuse japonaise de volley-ball († 4 janvier 1998).
- 14 juillet : 
  - Phil Reeves, acteur américain.
  - Vincent Pastore, acteur américain.
- 15 juillet : Hassanal Bolkiah, 29e sultan de Brunei depuis 1967.
- 16 juillet : Richard LeParmentier, acteur et scénariste américain († 15 avril 2013).
- 17 juillet :
  - Toktar Aubakirov, spationaute Kazakh.
  - José Catieau, coureur cycliste français († 30 novembre 2023).
  - Roland Smaniotto, coureur cycliste luxembourgeois († 12 juin 2011).
- 19 juillet : Janie Langlois, artiste plasticienne française.
- 20 juillet : Michel Roques, coureur cycliste français († 8 octobre 2006).
- 21 juillet : 
  - Anne Libert, actrice belge.
  - Jüri Tarmak, athlète estonien († 22 juin 2022).
  - Kenneth Starr, juriste américain († 13 septembre 2022).
- 22 juillet : 
  - Mireille Mathieu, chanteuse française.
  - Danny Glover, acteur, réalisateur et producteur de cinéma américain.
  - Paul-Loup Sulitzer, écrivain et homme d'affaires français († 6 février 2025).
- 23 juillet : 
  - Khan Jamal, vibraphoniste de jazz américain († 10 janvier 2022).
  - Tim V. Johnson, homme politique américain († 9 mai 2022).
- 24 juillet : Hervé Vilard, chanteur français.
- 27 juillet : Christian Babou, peintre français († 7 mai 2005).
- 28 juillet : Fahmida Riaz, poétesse et féministe pakistanaise († 21 novembre 2018).
- 29 juillet : Ximena Armas, peintre chilienne.
- 31 juillet : Paul Strasburger, homme politique britannique.

## Août
- 1er août :
  - Richard O. Covey, astronaute américain.
  - Juliette Mills, comédienne française.
- 2 août :
  - Catherine Alcover, actrice et metteuse en scène française.
  - Charles Froliger, peintre plasticien français († 27 août 1999).
- 3 août :
  - Nikolaï Bourliaïev, acteur russe.
  - Petko Petkov, footballeur bulgare († 10 janvier 2020).
- 4 août :
  - Alastair Biggar, joueur de rugby écossais († 6 février 2016).
  - Faustino Pérez-Manglano, vénérable catholique espagnol († 3 mars 1963).
- 5 août : Reinhard Tritscher, skieur alpin autrichien († 20 septembre 2018).
- 6 août :
  - Élisabeth Guigou, femme politique française.
  - Allan Holdsworth, musicien, guitariste et compositeur de jazz britannique († 15 avril 2017).
- 7 août : 
  - Alejandro Iaccarino, homme politique argentin.
  - Jean-Philippe Vasseur, altiste français († 20 mai 2022).
- 8 août : Dragutin Šurbek, pongiste yougoslave puis croate († 15 juillet 2018).
- 9 août : 
  - Alain Dorval, acteur et chef d'entreprise français († 13 février 2024).
  - Phương Dung, chanteuse vietnamienne de musique traditionnelle.
  - Issa Hayatou, dirigeant sportif camerounais († 8 août 2024).
- 10 août :
  - Renaud Camus, écrivain et militant politique français.
  - Jimmy Conway, footballeur international irlandais († 14 février 2020).
- 11 août : 
  - Marilyn vos Savant, femme d'affaires américaine.
  - Patrick Bouchitey, acteur, réalisateur et scénariste français.
- 12 août :
  - Guadalupe Loaeza, écrivain et journaliste mexicaine.
  - Claude Renard, auteur et professeur de bande dessinée, illustrateur, scénographe et metteur en scène belge († 17 février 2019).
- 13 août :
  - Bernard Labourdette, coureur cycliste français († 20 juillet 2022).
  - Janet Yellen, économiste américaine.
- 14 août : David Schramm, acteur américain († 28 mars 2020).
- 15 août : Jean Kacou Diagou, homme d’affaires ivoirien.
- 16 août : István Sas, réalisateur hongrois († 28 mai 2018).
- 17 août :
  - Didier Sandre, acteur et metteur en scène français.
  - Marc Chapiteau, acteur français.
  - Patrick Manning, homme politique trinidadien († 2 juillet 2016).
  - Shane Briant, acteur britannique († 27 mai 2021).
- 19 août :
  - Charles F. Bolden, astronaute américain.
  - Bill Clinton, 42e président des États-Unis de 1993 à 2001.
  - Beat Raaflaub, chef d'orchestre suisse.
- 20 août :
  - Rachid Baba Ahmed, chanteur, musicien, compositeur et éditeur algérien († 15 février 1995).
  - Laurent Fabius, homme politique français.
  - Ralf Hütter, musicien allemand.
- 23 août :
  - Jean-Luc Fugaldi, footballeur français († 6 janvier 2005).
  - Keith Moon, batteur britannique († 7 septembre 1978).
  - Sami Naïr, universitaire et politologue français.
  - Yu Qiuyu, écrivain chinois.
  - Michel Wieviorka, sociologue français.
- 24 août : Richard N. Richards, astronaute américain.
- 26 août : Jean-Baptiste Bagaza, homme d'État burundais († 4 mai 2016).
- 27 août : Marc Stenger, évêque catholique français.
- 29 août : Brian Glennie, joueur de hockey sur glace canadien († 7 février 2020).
- 30 août : Jacques Tardi, auteur et dessinateur de bande dessinée français.

## Septembre
- 1er septembre : Barry Gibb, chanteur, musicien et producteur britannique, membre du groupe Bee Gees.
- 2 septembre :
  - Billy Preston, claviériste, chanteur et acteur américain († 6 juin 2006).
  - Uli Vos, joueur de hockey sur gazon ouest-allemand († 1er décembre 2017).
- 3 septembre : 
  - Doug Hegdahl, militaire américain.
  - June Fairchild, actrice et danseuse américaine († 17 février 2015).
  - Jacques Deslauriers, avocat et professeur québécois.
- 4 septembre : Greg Sorbara, homme politique ontarien.
- 5 septembre : 
  - Dennis Dugan, acteur et réalisateur américain.
  - Freddie Mercury, chanteur britannique († 24 novembre 1991).
- 6 septembre :
  - Bryan D. O'Connor, astronaute américain.
  - Yvonne Domenge, sculptrice mexicaine († 2019).
- 8 septembre : Krzysztof Krawczyk, chanteur polonais († 5 avril 2021).
- 9 septembre :
  - Miguel Ángel Bustillo, footballeur espagnol († 3 septembre 2016).
  - David Emge, acteur américain († 20 janvier 2024).
  - Evert Kroon, joueur de water-polo néerlandais († 2 avril 2018).
  - Lawrence MacAulay, homme politique canadien.
- 10 septembre :
  - Michèle Alliot-Marie, femme politique française.
  - Elisa Maria Damião, femme politique portugaise († 7 mai 2022).
  - Jim Hines, athlète américain († 3 juin 2023).
- 12 septembre :
  - Reinhard Lauck, footballeur international est-allemand († 22 octobre 1997).
  - Renzo Zorzi, pilote automobile italien († 15 mai 2015).
- 13 septembre : Helmut Schareika, helléniste allemand († 15 novembre 2018).
- 14 septembre : Patrice Quéréel, artiste et écrivain français († 20 février 2015).
- 15 septembre : 
  - Fernando Mendes, coureur cycliste portugais († 2 octobre 2001).
  - Denis Miéville, philosophe et mathématicien suisse († 27 octobre 2018).
  - Tommy Lee Jones, acteur et réalisateur américain.
- 18 septembre :
  - Jean-Luc Brunel, entrepreneur de mannequinat français lié à l'affaire Epstein († 19 février 2022).
  - Nicholas Clay, acteur britannique († 25 mai 2000).
  - Rocío Jurado, chanteuse et actrice espagnole († 1er juin 2006).
- 19 septembre : Jack Marchal, musicien et dessinateur français († 1er septembre 2022).
- 21 septembre : Moritz Leuenberger, homme politique et conseiller fédéral suisse.
- 23 septembre : 
  - Anne Wheeler, réalisatrice et actrice.
  - Bernard Maris, économiste, écrivain et journaliste français († 7 janvier 2015).
  - Genista McIntosh, femme politique britannique.
- 24 septembre : 
  - Tove Fergo, femme politique danoise († 4 octobre 2015).
  - Gérard Jorland, philosophe français († 22 août 2018).
  - César Pedroso, pianiste et compositeur cubain († 17 juillet 2022).
- 25 septembre :
  - Johannes Brost, acteur suédois († 4 janvier 2018).
  - Kathryn Pinnock, femme politique britannique.
- 26 septembre : Andrea Dworkin, essayiste et théoricienne américaine du féminisme radical († 9 avril 2005).
- 28 septembre :
  - Juhani Jylha, joueur de hockey sur glace finlandais († 18 janvier 2018).
  - Brigitte Roüan, actrice et réalisatrice française.
- 29 septembre : Víctor Manuel Ramos, écrivain et poète.
- 30 septembre :
  - Barry Hulshoff, footballeur néerlandais († 16 février 2020).
  - Claude Vorilhon, chanteur, journaliste français et chef spirituel du Mouvement raëlien.

## Octobre
- 1er octobre :
  - Laurent Danchin, critique d'art et essayiste français († 10 janvier 2017).
  - Dave Holland, contrebassiste de jazz anglais.
  - Ewa Kłobukowska, athlète polonaise.
- 2 octobre : 
  - Marie-Georges Pascal, actrice française († 9 novembre 1985).
  - Jo-El Sonnier, chanteur américain de musique cadienne († 13 janvier 2024).
- 3 octobre : Daniel Vachez, homme politique français († 15 mars 2021).
- 5 octobre : Pacita Abad, peintre philippine († 7 décembre 2004).
- 6 octobre :
  - Chng Seok Tin, artiste graveuse singapourienne († 6 septembre 2019).
  - Vinod Khanna, acteur, producteur et homme politique indien († 27 avril 2017).
- 7 octobre : 
  - Bernard Lavilliers (Bernard Ouillon), chanteur français.
  - Catharine A. MacKinnon, juriste et militante féministe américaine.
  - Anita Shreve, écrivain et scénariste américaine († 29 mars 2018).
- 8 octobre :
  - Jean-Jacques Beineix, réalisateur français († 13 janvier 2022).
  - Colin Jackson, footballeur écossais († 6 juin 2015).
  - Sumie Oinuma, joueuse japonaise de volley-ball.
- 9 octobre : 
  - Tansu Çiller, femme politique turque, ancienne premier ministre.
  - Anne-Marie Garat, romancière française († 26 juillet 2022).
- 10 octobre :
  - Genjirō Arato, acteur, producteur et réalisateur japonais († 7 novembre 2016).
  - Charles Dance, acteur, réalisateur et scénariste britannique.
  - Franco Malerba, spationaute italien.
  - John Prine, auteur-compositeur-interprète américain († 7 avril 2020).
  - Andy Scherrer, musicien suisse († 26 novembre 2019).
- 12 octobre : Rosanna Marani, journaliste italienne.
- 13 octobre :
  - Lévon Ananyan, écrivain, journaliste et traducteur arménien († 2 septembre 2013).
  - Max Méreaux, compositeur et musicologue français.
  - Lajos Molnar, médecin et homme politique hongrois († 23 mars 2015).
  - Bram Vermeulen, chanteur, compositeur, comédien, peintre et volleyeur néerlandais († 4 septembre 2004).
- 14 octobre : François Bozizé, homme d'État centrafricain.
- 15 octobre : Palle Danielsson, contrebassiste de jazz suédois († 18 mai 2024).
- 16 octobre : Suzanne Somers, actrice américaine († 15 octobre 2023).
- 17 octobre :
  - Alifa Farouk, femme politique tunisienne.
  - Cameron Mackintosh, producteur de théâtre britannique.
- 18 octobre :
  - Michel Grailler, pianiste de jazz français († 11 février 2003).
  - Sverre Kjelsberg, chanteur, musicien (guitare et basse), compositeur et parolier norvégien († 18 juin 2016).
  - Jeanine Baude, poétesse française († 27 décembre 2021).
- 19 octobre : 
  - Robert Hue, homme politique français.
  - Christian Le Lann, syndicaliste français.
- 20 octobre : Elfriede Jelinek, romancière autrichienne, prix Nobel de littérature en 2004.
- 21 octobre :
  - Goyo Benito, footballeur espagnol († 2 avril 2020).
  - Michael W. Hansen, chanteur et humoriste dano-allemand († 15 mars 2011).
- 24 octobre : Patrick Grandperret, réalisateur, acteur, scénariste et producteur français († 9 mars 2019).
- 26 octobre : 
  - Holly Woodlawn, femme trans américaine, égérie d'Andy Warhol († 6 décembre 2015).
  - Boubacar Boris Diop, écrivain sénégalais.
- 27 octobre :
  - Steven R. Nagel, astronaute américain († 21 août 2014).
  - Belinda Nash, historienne américaine († 16 février 2016).
  - Ivan Reitman, réalisateur canadien († 12 février 2022).
- 28 octobre : Valérie Boisgel, actrice et auteur française († 9 novembre 2014).
- 29 octobre : 
  - Peter Green (Peter Greenbaum de son vrai nom), guitariste et chanteur britannique de blues († 25 juillet 2020).
  - Mohammad Reyshahri, homme politique et religieux iranien († 21 mars 2022).
  - Maurice Dupey, joueur français de rugby à XV († 21 mai 2022).
- 30 octobre :
  - Robert L. Gibson, astronaute américain.
  - Chris Slade, batteur du groupe AC/DC.

## Novembre
- 2 novembre : Louis Sankalé, évêque catholique français, évêque de Nice.
- 3 novembre :
  - Michael Champion, chanteur, auteur-compositeur, musicien et acteur américain († 16 juin 2021).
  - Hubert Mono Ndjana, écrivain camerounais († 17 novembre 2023).
- 4 novembre : 
  - Robert Mapplethorpe, photographe américain († 9 mars 1989).
  - Laura Bush, ancienne première dame américaine.
- 5 novembre : Herman Brood, musicien, peintre, acteur et poète néerlandais († 11 juillet 2001).
- 6 novembre :
  - Sally Field, actrice américaine.
  - George Young, musicien de rock, auteur-compositeur et producteur de musique australien († 23 octobre 2017).
- 7 novembre : John Aylward, acteur américain († 16 mai 2022).
- 8 novembre : Stefan Weber, chanteur, musicien et acteur autrichien († 7 juin 2018).
- 9 novembre : Nicole Vandenbroeck, cycliste belge († 17 avril 2017).
- 10 novembre : Jack Ketchum, écrivain, scénariste et agent littéraire américain († 24 janvier 2018).
- 11 novembre : 
  - Lilian Gonçalves- Ho Kang You, avocate surinamaise.
  - Vladimir Solovyov, cosmonaute soviétique.
- 12 novembre :
  - Peter Milliken, avocat et homme politique canadien.
  - Michał Żarnecki, ingénieur du son polonais († 21 novembre 2016).
- 14 novembre : Sacheen Littlefeather, actrice américaine († 2 octobre 2022).
- 16 novembre :
  - Chan Yuen-han, femme politique et syndicaliste hongkongaise.
  - Jo Jo White, basketteur américain († 16 janvier 2018).
- 17 novembre :
  - Petra Burka, patineuse artistique.
  - Wiesław Rudkowski, boxeur polonais († 14 février 2016).
- 19 novembre : Zenon Czechowski, coureur cycliste polonais († 17 novembre 2016).
- 20 novembre : Duane Allman, guitariste américain († 29 octobre 1971).
- 22 novembre :
  - Aston Barrett, bassiste de reggae jamaïcain († 3 février 2024).
  - Eugenio Bova, homme politique italien († 9 juillet 2019).
- 23 novembre : Élisabeth Wiener, actrice et autrice-compositrice-interprète française.
- 24 novembre : 
  - Josef Augusta, joueur et entraîneur de hockey sur glace tchécoslovaque puis tchèque († 16 février 2017).
  - Jane Stanton Hitchcock, écrivaine américaine († 23 juin 2025).
- 25 novembre : 
  - Johnny Valiant, catcheur et manager américain († 4 avril 2018).
  - Ivan Kucirek, cycliste sur piste tchécoslovaque († 5 février 2022).
- 27 novembre : Roland Minnerath, évêque catholique français, archevêque émérite de Dijon.
- 28 novembre : 
  - Joe Dante, réalisateur américain.
  - Sabine Glaser, actrice franco-allemande.
- 29 novembre :
  - Conceição Evaristo, écrivain et linguiste brésilienne.
  - Jean-Jacques Sanquer, coureur cycliste français († 6 juin 1984).
- 30 novembre : Yechezkel Chazom, joueur de football israélien († 21 mars 2023).

## Décembre
- 1 décembre : Mladen Naletilić, militaire et criminel de guerre yougoslave puis bosnien († 17 décembre 2021).
- 2 décembre : Gianni Versace, styliste italien († 15 juillet 1997).
- 3 décembre : Thubten Zopa Rinpoché, moine tibétain de tradition bouddhiste mahayana († 13 avril 2023).
- 4 décembre : Maria Antònia Oliver, romancière espagnole († 10 février 2022).
- 5 décembre : Jean-François Théodore, financier français († 18 mai 2015).
- 7 décembre :
  - Emily de Jongh-Elhage, femme politique néerlandaise.
  - Rostislav Václavíček, footballeur tchécoslovaque († 7 août 2022).
- 8 décembre : Gérard Holtz, journaliste et présentateur sportif français.
- 9 décembre : 
  - Sonia Gandhi, femme politique indienne d'origine italienne.
  - Georges Michel, joueur français de rugby à XV († 8 mars 2022).
- 10 décembre :
  - Catherine Hiegel, actrice française.
  - Oganes Zanazanyan, footballeur soviétique puis russe († 4 octobre 2015).
- 12 décembre :
  - Serge de Beketch, journaliste, animateur de radio, écrivain et militant politique français († 6 octobre 2007).
  - Yasuo Kuwahara, mandoliniste et compositeur japonais pour instruments à cordes pincées († 6 décembre 2003).
  - Suzue Takayama, joueuse japonaise de volley-ball.
- 14 décembre : 
  - Jane Birkin, chanteuse et actrice française, d'origine britannique († 16 juillet 2023).
  - Heinz-Jürgen Blome, footballeur allemand († 7 novembre 2012).
  - Patty Duke, actrice américaine († 29 mars 2016).
  - Sanjay Gandhi, homme politique indien († 23 juin 1980).
- 15 décembre :
  - Steve Fiset, chanteur (auteur-compositeur-interprète) et comédien québécois († 7 novembre 2015).
  - Jean-Michel Ribes, dramaturge, metteur en scène, réalisateur, scénariste et acteur français.
  - Piet Schrijvers, footballeur néerlandais († 7 septembre 2022).
- 16 décembre : Benny Andersson, musicien et compositeur suédois, membre du groupe ABBA.
- 17 décembre : 
  - Jayne Eastwood, actrice canadienne.
  - Eugene Levy, acteur et scénariste canadien.
- 18 décembre : 
  - Steven Spielberg, réalisateur et producteur américain.
  - Steve Biko, militant noir d'Afrique du Sud, figure de la lutte anti-apartheid († 12 septembre 1977).
- 20 décembre :
  - Hector, chanteur français († 19 février 2020).
  - Radomir Naumov, homme politique serbe († 22 mai 2015).
- 21 décembre : C. Jérôme, chanteur français († 14 mars 2000).
- 22 décembre :
  - Pamela Courson, compagne de Jim Morrison, leader des Doors († 25 avril 1974).
  - Patrick Russel, skieur français.
  - Rodrigo Valdés, boxeur colombien († 14 mars 2017).
  - Mahmoud Zemmouri, acteur, réalisateur et scénariste algérien († 4 novembre 2017).
- 24 décembre : 
  - Daniel Beretta, acteur et auteur-compositeur-interprète français († 23 mars 2024).
  - Roselyne Bachelot, femme politique française.
  - Patrick Vial, judoka français.
- 25 décembre : Jimmy Buffett, chanteur américain († 1er septembre 2023).
- 27 décembre : Martine Marignac, productrice de cinéma française († 14 juillet 2022).
- 28 décembre : Pierre Falardeau, cinéaste et écrivain québécois († 25 septembre 2009).
- 29 décembre : 
  - Olimpia Carlisi, actrice italienne.
  - Jacques-André Bertrand, écrivain français († 17 avril 2022).
  - Marianne Faithfull, chanteuse et compositrice britannique († 30 janvier 2025).
- 30 décembre :
  - Patti Smith, chanteuse, musicienne de rock, poète, peintre et photographe américaine.
  - Nina Bahinskaja, géologue est militante biélorusse.
- 31 décembre : Zakia Meghji, femme politique tanzanienne.

## Date précise inconnue
- Mohamed Azouzi, peintre, plasticien et sculpteur marocain et français († 30 août 2022).
- Hanef Bhamjee, militant anti-apartheid britanno-sud-africain († 8 janvier 2022).
- Jean-Claude Boulanger, linguiste, lexicographe et professeur québécois († 19 janvier 2018).
- Larbi Chebbak, footballeur international marocain († 30 janvier 2020).
- Bocar Pathé Diong, peintre sénégalais († 1989).
- Yves Hayat, artiste-plasticien français.
- Alain Huyghues-Lacour, journaliste de jeux vidéo français.
- Mariama Keïta, journaliste et militante féministe nigérienne († 29 octobre 2018).
- Flavio Ortega, joueur et entraîneur de football brésilo-hondurien († 6 février 2007).
- Omar Osman Rabeh, homme politique djiboutien († 17 avril 2013).
- Gérard Salem, essayiste et médecin-psychiatre suisse († 10 octobre 2018).
- Mohammed Aslam Watanjar, général et politicien afghan († 24 novembre 2000).

## Vers 1946
- Jiko Luveni, médecin et femme politique fidjienne († 22 décembre 2018).